# Buffard
Pour les articles homonymes, voir Buffard.
Buffard est une commune française située dans le département du Doubs, la région culturelle et historique de Franche-Comté et la région administrative Bourgogne-Franche-Comté. 
Les habitants se nomment les Bouquins.

## Géographie

### Climat
Pour des articles plus généraux, voir Climat de la Bourgogne-Franche-Comté et Climat du Doubs.
En 2010, le climat de la commune est de type climat de montagne, selon une étude du Centre national de la recherche scientifique s'appuyant sur une série de données couvrant la période 1971-2000. En 2020, Météo-France publie une typologie des climats de la France métropolitaine dans laquelle la commune est exposée à un climat semi-continental et est dans la région climatique  Jura, caractérisée par une forte pluviométrie en toutes saisons (1 000 à 1 500 mm/an), des hivers rigoureux et un ensoleillement médiocre. 
Pour la période 1971-2000, la température annuelle moyenne est de 10,7 °C, avec une amplitude thermique annuelle de 17,3 °C. Le cumul annuel moyen de précipitations est de 1 240 mm, avec 13,2 jours de précipitations en janvier et 9,6 jours en juillet. Pour la période 1991-2020, la température moyenne annuelle observée sur la station météorologique de Météo-France la plus proche, « Arc-et-Senans », sur la commune d'Arc-et-Senans à 3 km à vol d'oiseau, est de 11,7 °C et le cumul annuel moyen de précipitations est de 1 182,8 mm. 
La température maximale relevée sur cette station est de 41,5 °C, atteinte le 13 août 2003 ; la température minimale est de −25 °C, atteinte le 2 janvier 1971,,. 
Les paramètres climatiques de la commune ont été estimés pour le milieu du siècle (2041-2070) selon différents scénarios d'émission de gaz à effet de serre à partir des nouvelles projections climatiques de référence DRIAS-2020. Ils sont consultables sur un site dédié publié par Météo-France en novembre 2022.

## Urbanisme

### Typologie
Au 1er janvier 2024, Buffard est catégorisée commune rurale à habitat dispersé, selon la nouvelle grille communale de densité à 7 niveaux définie par l'Insee en 2022.
Elle est située hors unité urbaine. Par ailleurs la commune fait partie de l'aire d'attraction de Besançon, dont elle est une commune de la couronne,. Cette aire, qui regroupe 310 communes, est catégorisée dans les aires de 200 000 à moins de 700 000 habitants,.

### Occupation des sols
L'occupation des sols de la commune, telle qu'elle ressort de la base de données européenne d’occupation biophysique des sols Corine Land Cover (CLC), est marquée par l'importance des forêts et milieux semi-naturels (56,1 % en 2018), en diminution par rapport à 1990 (59,2 %). La répartition détaillée en 2018 est la suivante : 
forêts (56,1 %), prairies (20,7 %), terres arables (14,8 %), zones agricoles hétérogènes (4,3 %), zones urbanisées (4,1 %). L'évolution de l’occupation des sols de la commune et de ses infrastructures peut être observée sur les différentes représentations cartographiques du territoire : la carte de Cassini (XVIIIe siècle), la carte d'état-major (1820-1866) et les cartes ou photos aériennes de l'IGN pour la période actuelle (1950 à aujourd'hui).

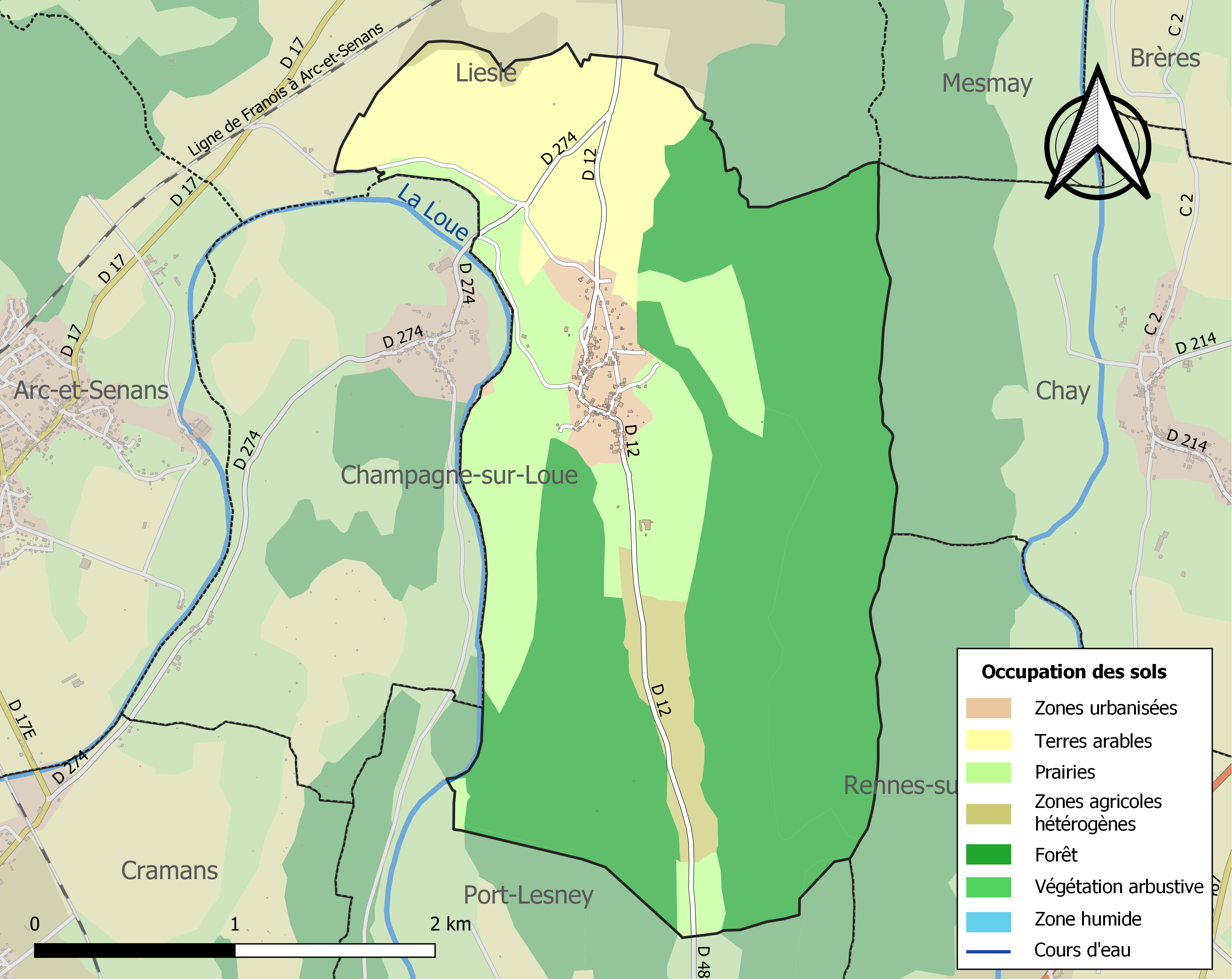
Carte des infrastructures et de l'occupation des sols de la commune en 2018 (CLC).

## Toponymie
Bufart en 1208 ; Buffart en 1310 ; Buffar en 1318 ; Bouffart en 1328 ; Buffart en 1395 ; Buffard en 1539, 1629.

## Politique et administration
| Période                                  | Période    | Identité                       | Étiquette | Qualité                                        |
| ---------------------------------------- | ---------- | ------------------------------ | --------- | ---------------------------------------------- |
| 1935                                     | avril 1977 | Henri de Lurion de l'Égouthail |           |                                                |
| avant 1988                               | ?          | Bernard Porteret               | PS        | Suppléant du député Robert Schwint (1988-1993) |
| mars 2001                                | 2008       | Agnès Robez-Masson             |           |                                                |
| mars 2008                                | 2014       | Guy Paillard                   |           |                                                |
| 2014                                     | mai 2020   | Jean-Claude Porteret           | SE        | Retraité Fonction publique                     |
| mai 2020                                 | En cours   | Joëlle Maurice                 |           | Retraitée                                      |
| Les données manquantes sont à compléter. |            |                                |           |                                                |

## Démographie
L'évolution du nombre d'habitants est connue à travers les recensements de la population effectués dans la commune depuis 1793. Pour les communes de moins de 10 000 habitants, une enquête de recensement portant sur toute la population est réalisée tous les cinq ans, les populations de référence des années intermédiaires étant quant à elles estimées par interpolation ou extrapolation. Pour la commune, le premier recensement exhaustif entrant dans le cadre du nouveau dispositif a été réalisé en 2008.

En 2022, la commune comptait 190 habitants, en évolution de +19,5 % par rapport à 2016 (Doubs : +1,88 %, France hors Mayotte : +2,11 %).
| 1793 | 1800 | 1806 | 1821 | 1831 | 1836 | 1841 | 1846 | 1851 |
| ---- | ---- | ---- | ---- | ---- | ---- | ---- | ---- | ---- |
| 445  | 516  | 528  | 537  | 600  | 585  | 576  | 597  | 550  |

| 1856 | 1861 | 1866 | 1872 | 1876 | 1881 | 1886 | 1891 | 1896 |
| ---- | ---- | ---- | ---- | ---- | ---- | ---- | ---- | ---- |
| 502  | 496  | 483  | 452  | 464  | 430  | 408  | 427  | 371  |

| 1901 | 1906 | 1911 | 1921 | 1926 | 1931 | 1936 | 1946 | 1954 |
| ---- | ---- | ---- | ---- | ---- | ---- | ---- | ---- | ---- |
| 321  | 308  | 279  | 270  | 247  | 215  | 219  | 199  | 203  |

| 1962 | 1968 | 1975 | 1982 | 1990 | 1999 | 2006 | 2008 | 2013 |
| ---- | ---- | ---- | ---- | ---- | ---- | ---- | ---- | ---- |
| 179  | 149  | 110  | 126  | 147  | 135  | 156  | 162  | 151  |

| 2018 | 2022 | - | - | - | - | - | - | - |
| ---- | ---- | - | - | - | - | - | - | - |
| 179  | 190  | - | - | - | - | - | - | - |

## Culture locale et patrimoine

### Lieux et monuments

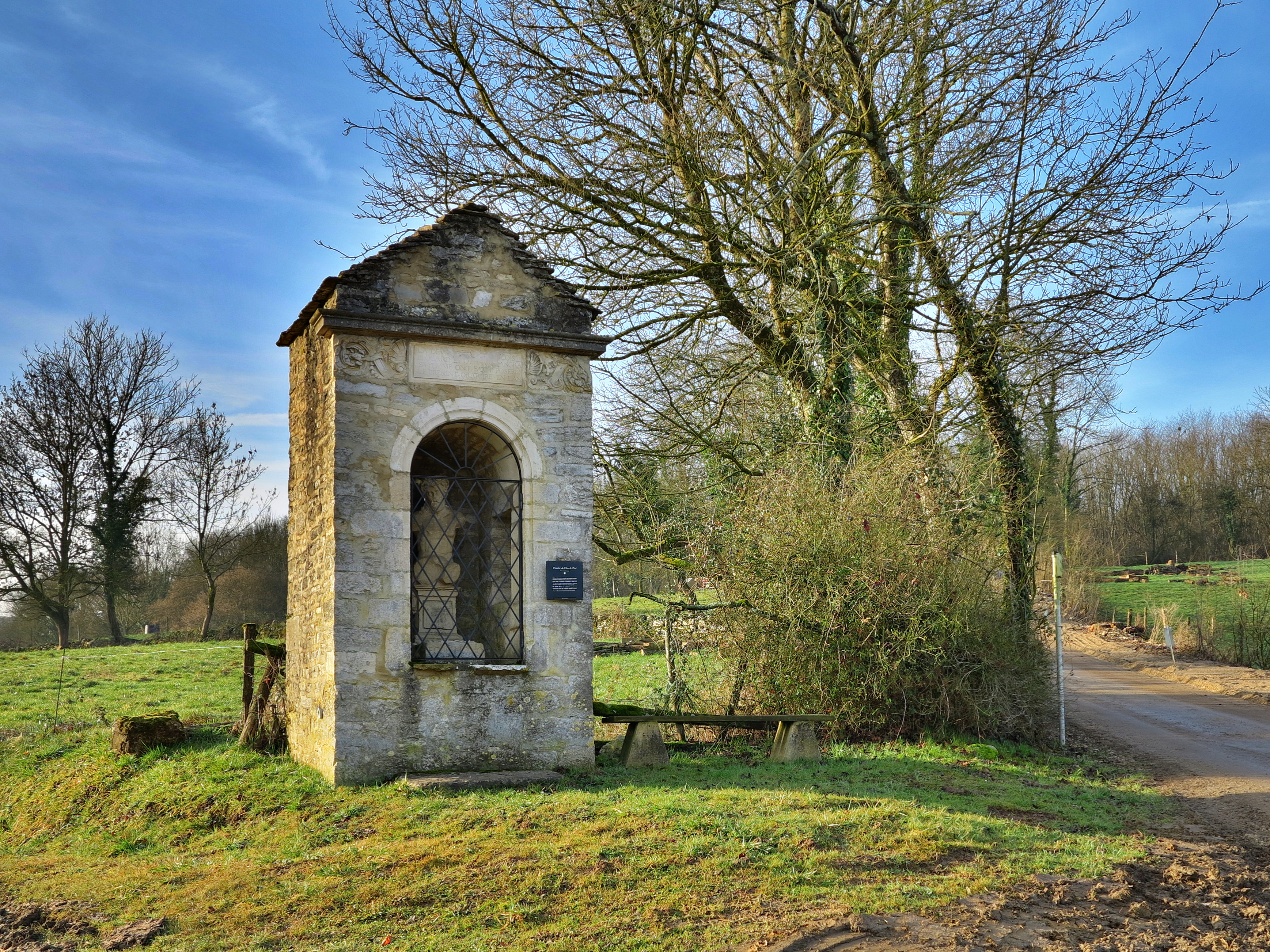
Oratoire.

- L'oratoire de Buffard, édifice du XVIIe siècle, inscrit monument historique en 2011.
- L'église Saint-Hilaire avec son clocher comtois.
- Le lavoir-abreuvoir restauré et en eau.

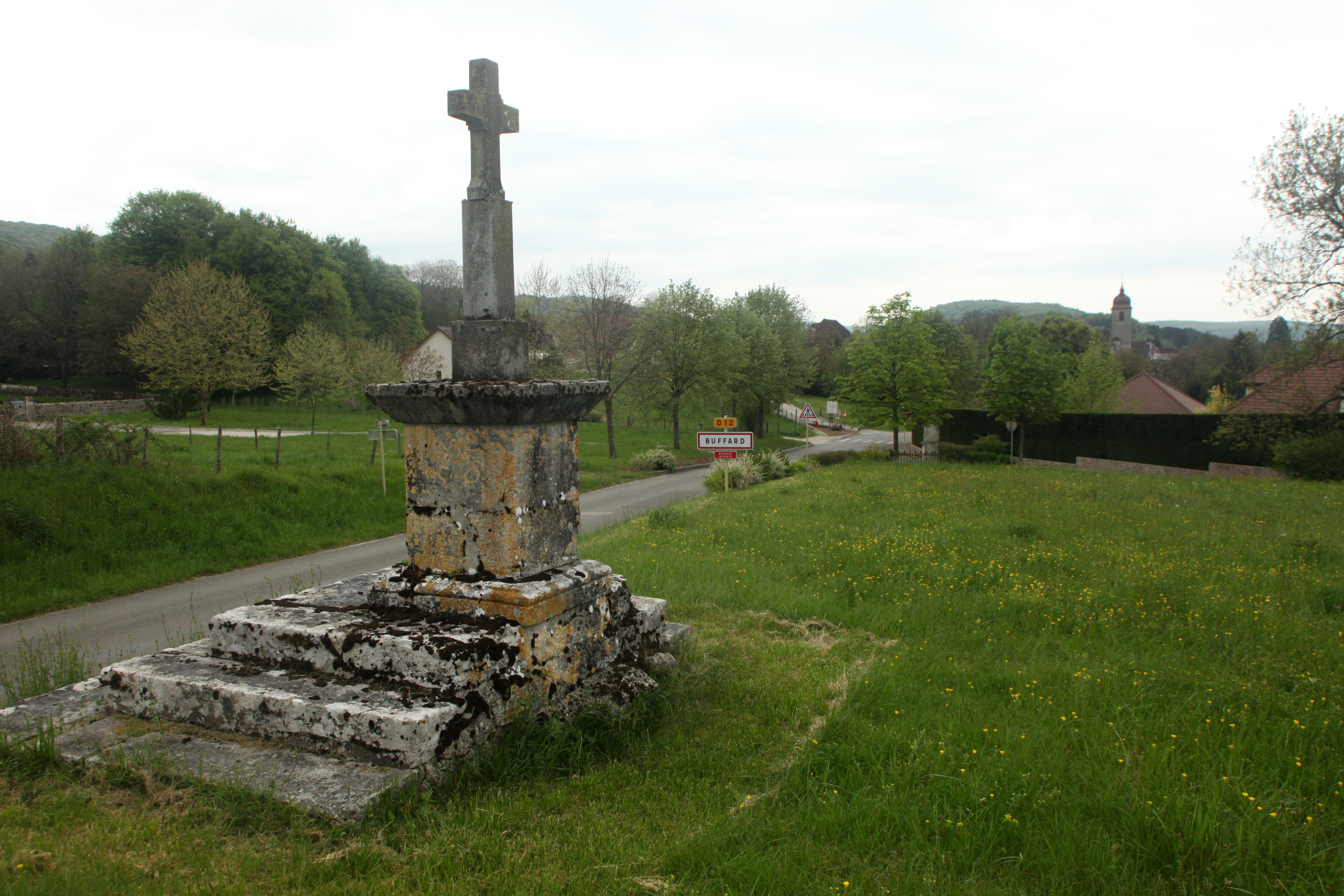
Entrée du village.
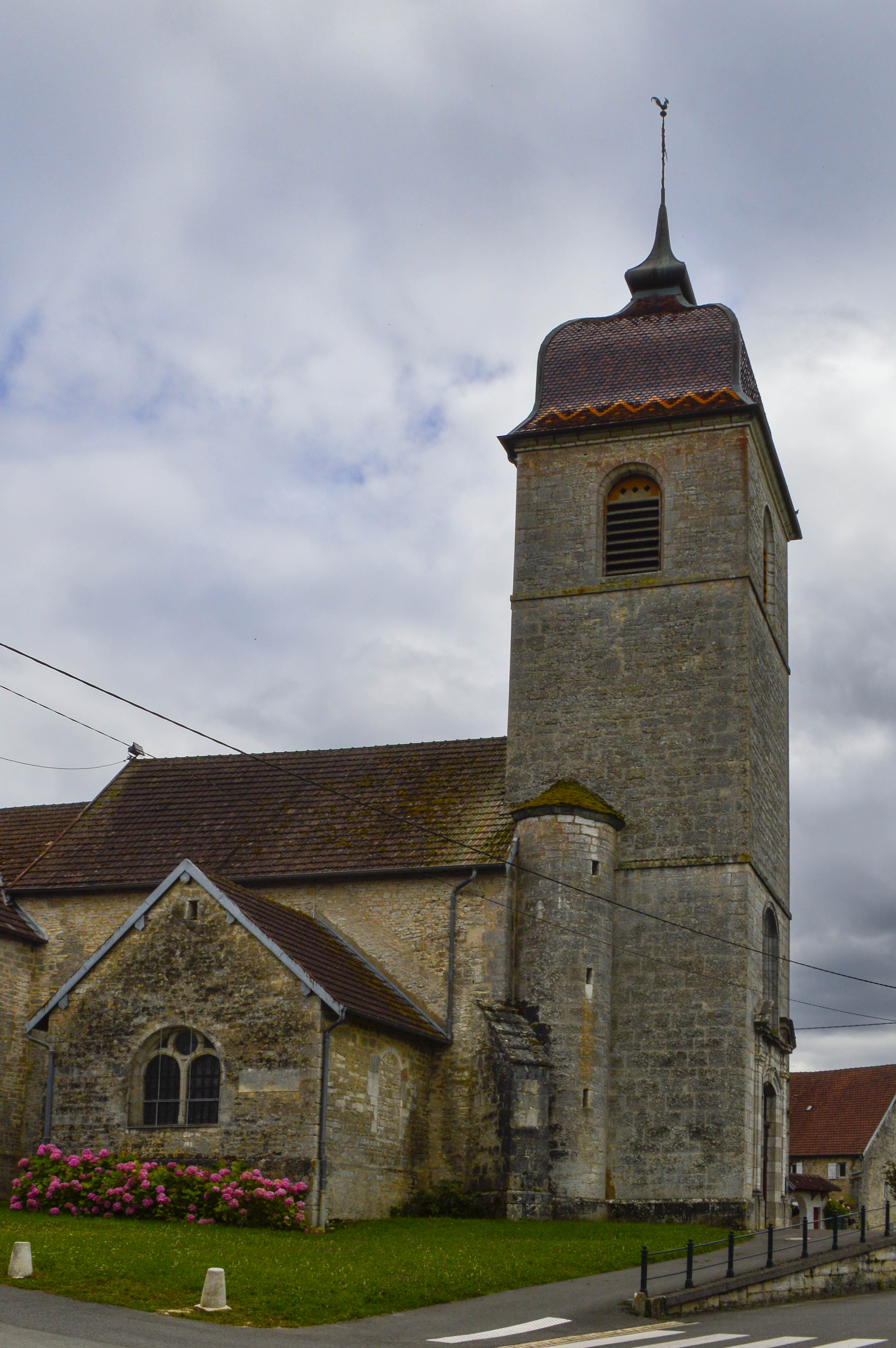
Église.
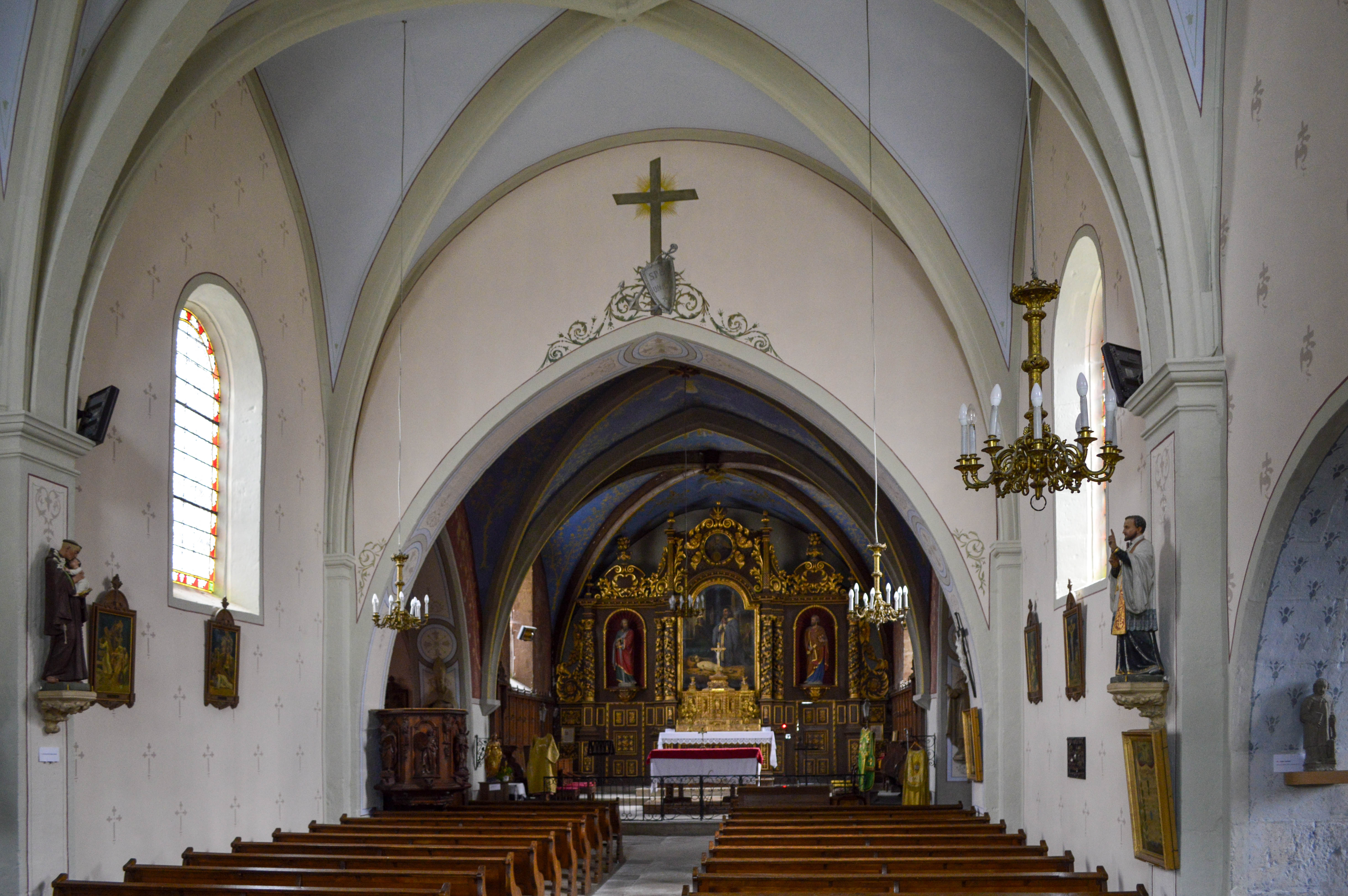
Église.
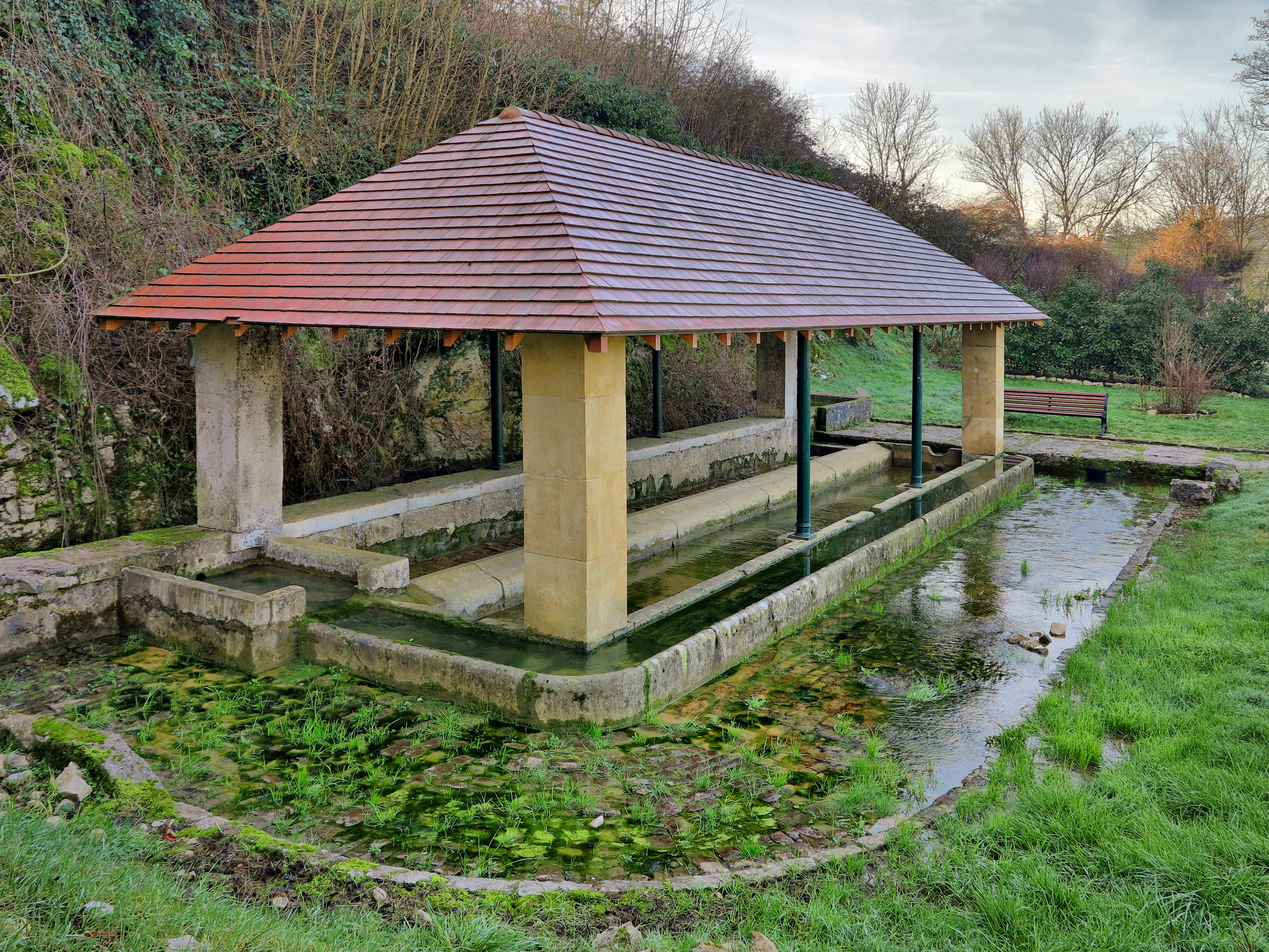
Le lavoir-abreuvoir.
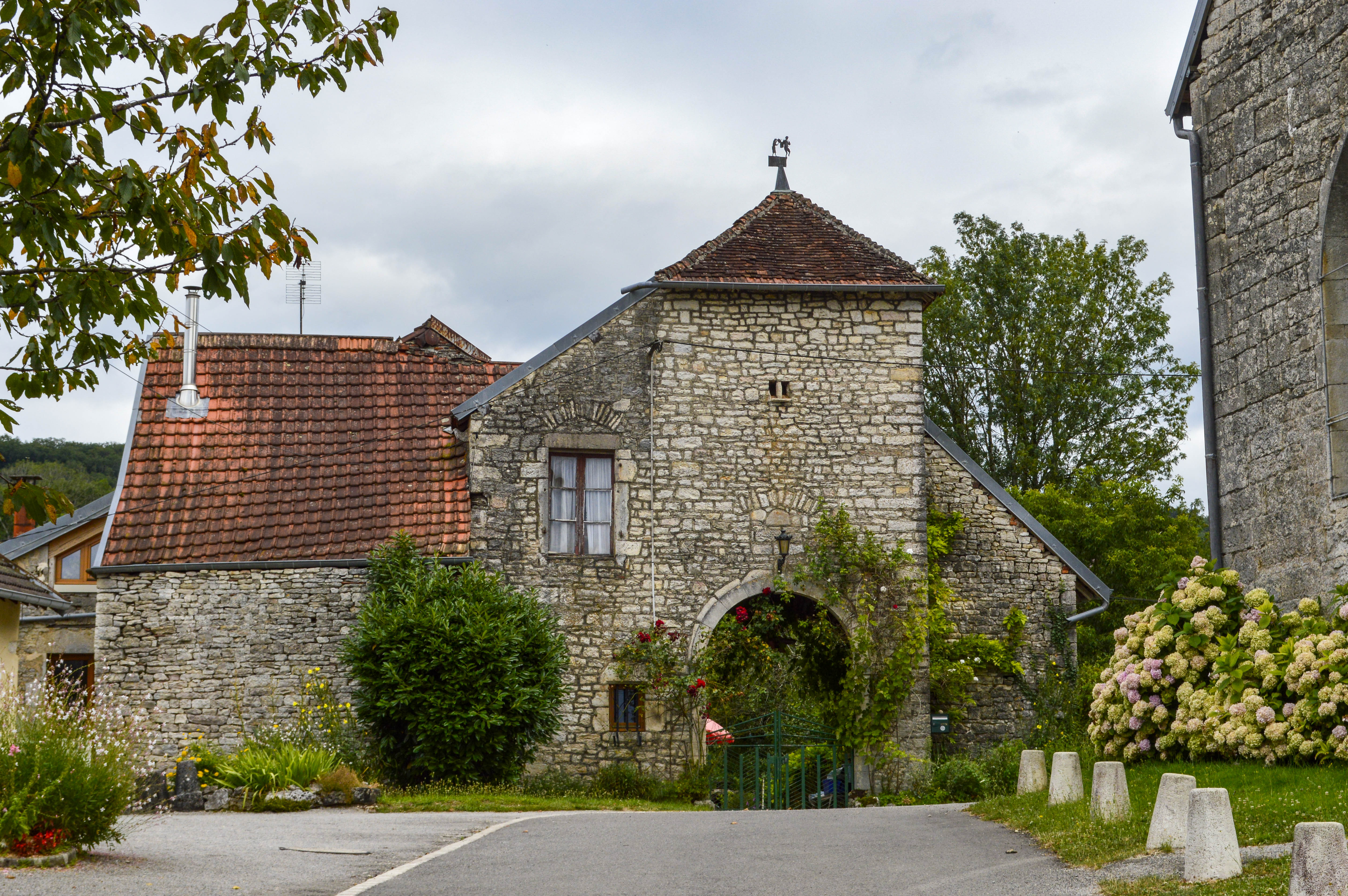
Maison vigneronne.

### Personnalités liées à la commune
- Jean de Poupet (1512-1564), militaire et diplomate au service de Charles Quint, seigneur de Buffard
- Lieutenant Robert de Lessan, mort pour la France le 17 juin 1940 à l'âge de 28 ans au cours d'une mission aérienne sur avion Potez 63.11 pour laquelle il s'était porté volontaire, chevalier de la Légion d'honneur, croix de guerre 1939-1945.
- Abbé Germain Coutteret, curé de la paroisse, décédé le 3 mai 1945 au camp de concentration de Ludwigslust (Allemagne). Il avait été fait prisonnier par les Allemands, sur dénonciation, pour avoir donné une de ses soutanes à un aviateur allié qui tentait de rejoindre la Suisse.
- Armand-Emile Mathey-Doret (1853-1931), aquafortiste, graveur, chevalier de la Légion d'honneur en 1901, maire de Buffard 1920 environ, inhumé à Buffard sur Loue.
- Andrée-Louise Mathey-Doret (1896-1981), arrêtée par la Gestapo -sur dénonciation-, internée en août 1943 à la prison de la Butte à Besançon, déportée pour faits de résistance en mai 1944 à Ravensbrück puis Oranienburg (Kommando Auer) puis Sachsenhausen et la "Longue Marche de la Mort"-libérée début mai 1945 par l'armée soviétique-, médaille de la Liberté (US Medal of Freedom), sous-lieutenant FFC / Intelligence Service "SOE" réseau Evadés isolés Shelburn, inhumée à Buffard-sur-Loue, universitaire en anglais, poète. (dossiers Résistance et Déportation Archives du Doubs, Archives Château de Vincennes, Archives de Caen).